# Gott mit uns

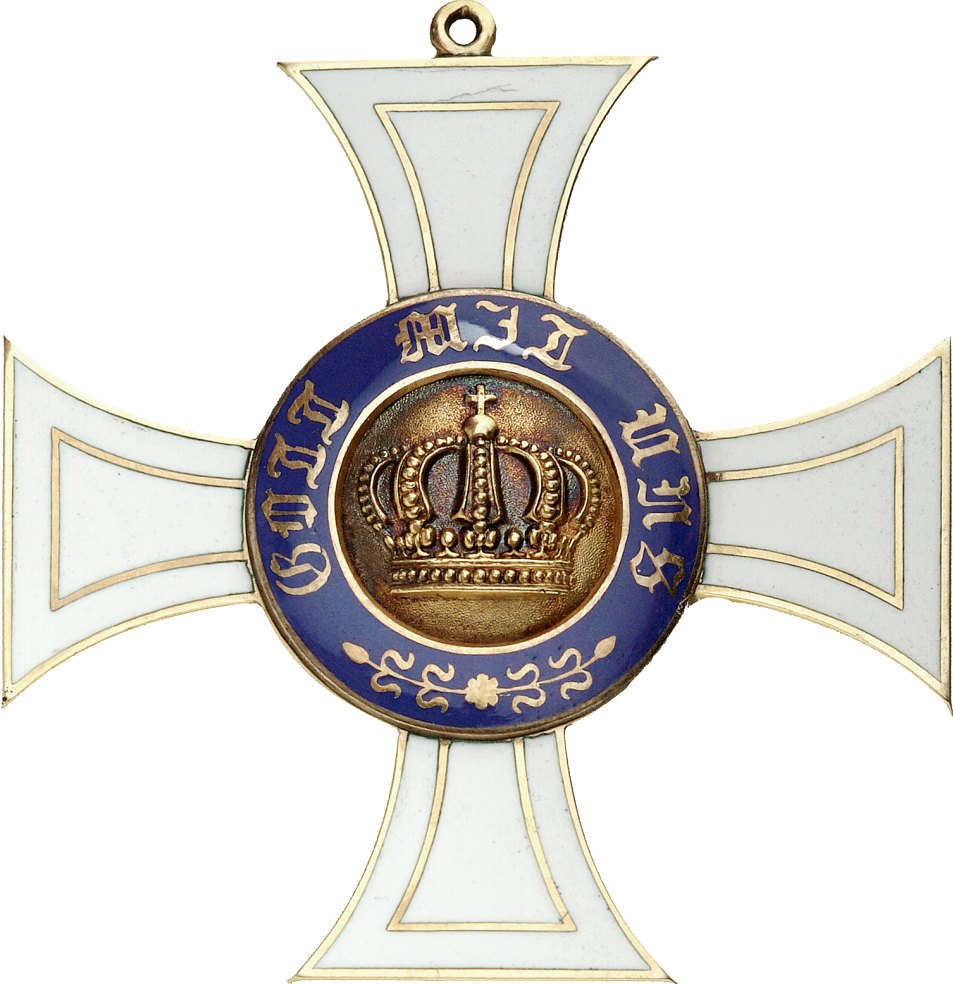
„Gott mit uns“ auf dem Preußischen Kronenorden

Gott mit uns (lateinisch: Nobiscum deus) ist ein Zitat aus dem Bibelvers Matthäus 1,23 . Es diente seit 1861 als Wahlspruch des Königs Wilhelm I. von Preußen und als Devise des Preußischen Kronenordens.

## Herkunft
Die Wendung „Gott (ist/sei) mit uns“ geht zurück auf die Lutherübersetzung des hebräischen Namens Immanuel (עִמָּנוּאֵל), eines Beinamens Jesu. Sie spielt auf die Heilsankündigung des Propheten Jesaja für den judäischen König Ahas im Jahre 733 v. Chr. an (Jesaja 7,14  u. ö.), die messianisch gedeutet und im Neuen Testament bei der Verkündigung des Herrn an Josef aufgegriffen wurde (Matthäus 1,23 ). Zuvor findet sich die Wendung „Gott sei mit uns“ bereits in der Rede des Königs Salomo zur Tempelweihe im Sinne einer Bitte um Gottes Beistand (1. Könige 8,57 ). In einem kriegerischen Zusammenhang kommt der Ausspruch „Gott ist mit uns“ erstmals im Buch Judit (Judit 13,11 ) vor, welches freilich in der evangelischen Welt nicht zum Kanon der Heiligen Schrift zählt.

## Geschichte

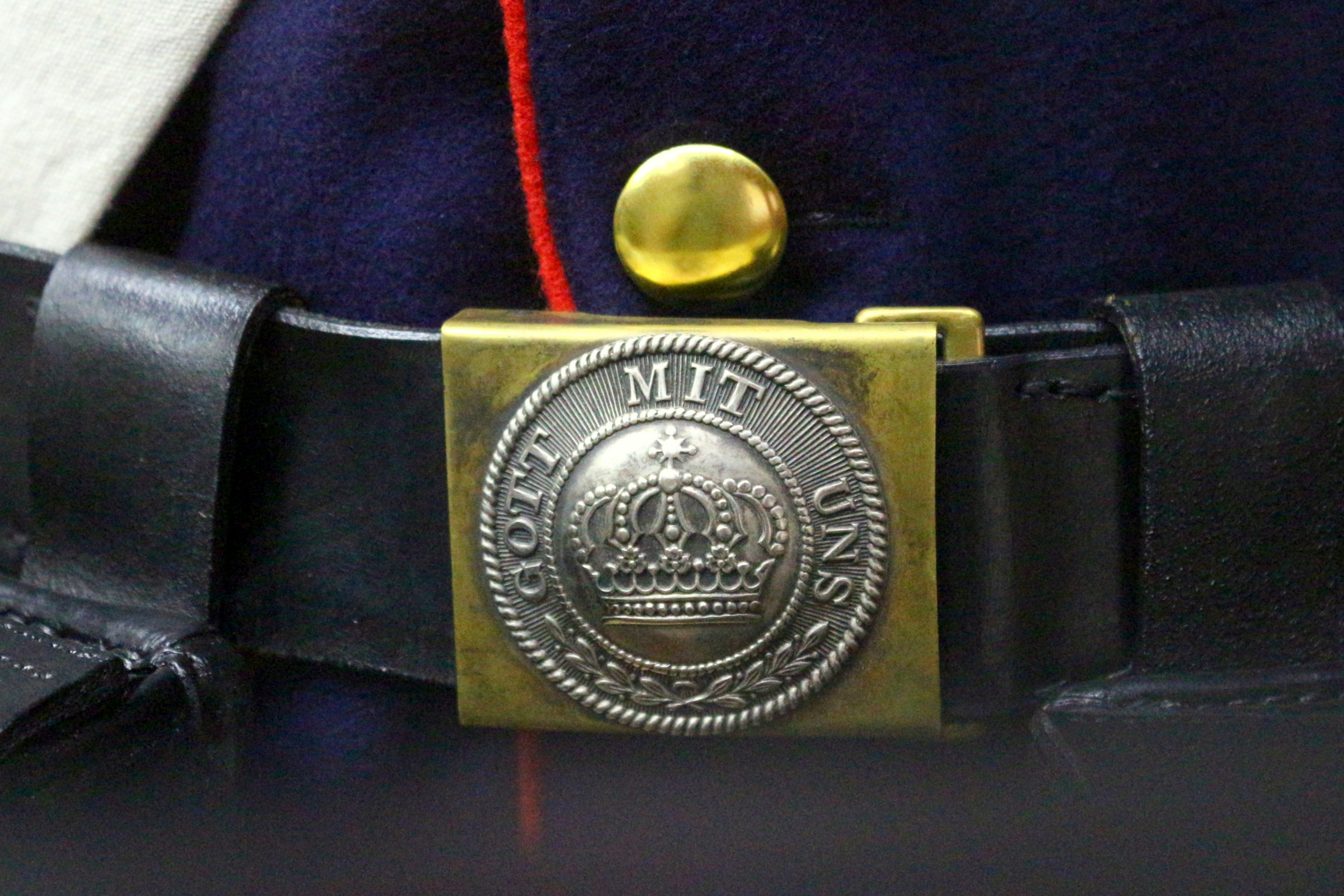
„Gott mit uns“ auf dem Koppelschloss der Preußischen Armee

„Gott mit uns“ auf der Standarte des Deutschen Kaisers

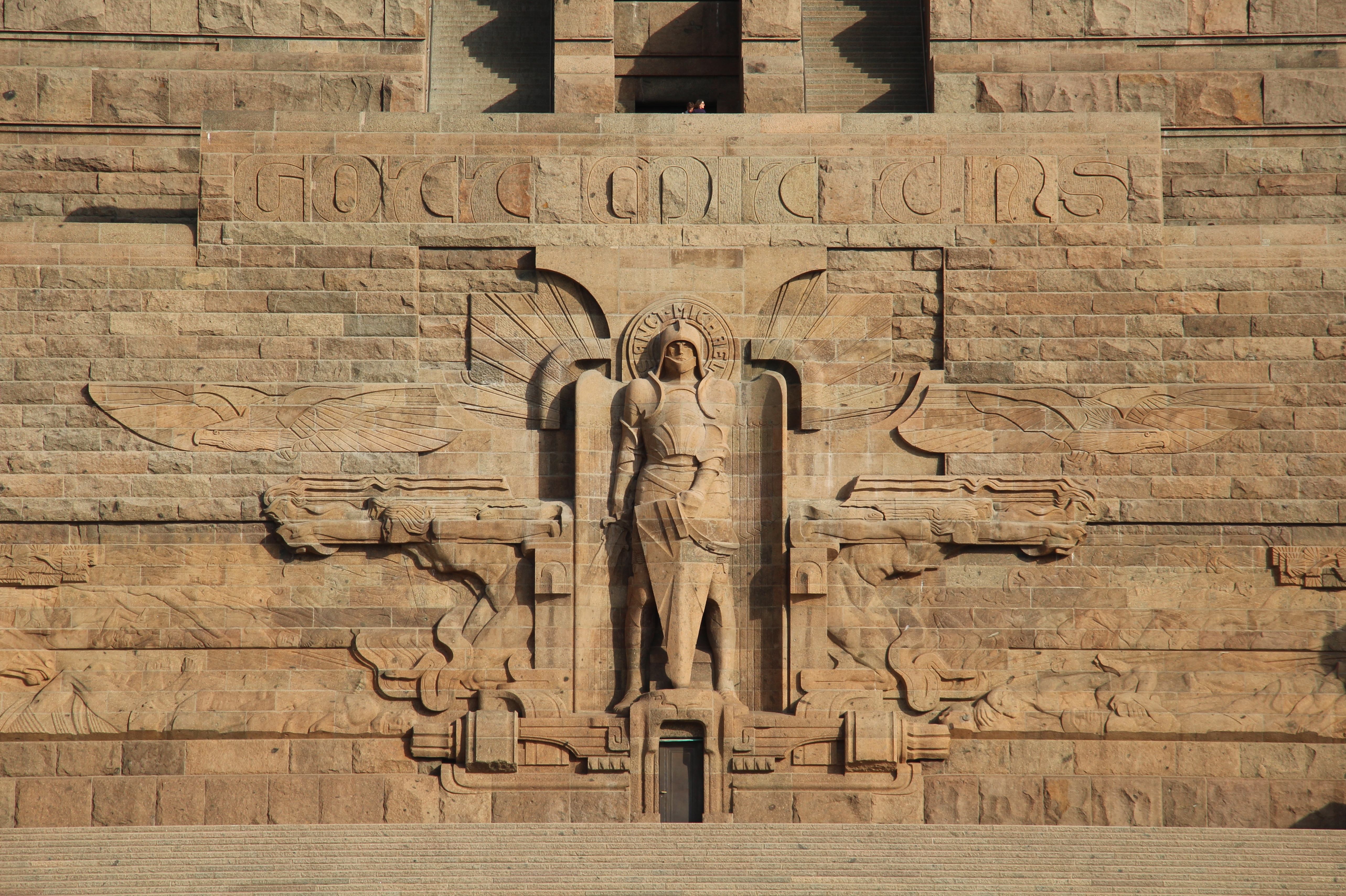
„Gott mit uns“ auf der Vorderseite des Leipziger Völkerschlachtdenkmals

Die lateinische Version Nobiscum deus war bereits ein im späten Römischen Reich und dem Byzantinischen Reich nach der Christianisierung gebräuchlicher Schlachtruf, auf Deutsch wurde diese Losung zuerst vom Deutschen Orden verwendet.
Martin Luther griff den Satz verschiedentlich als Ausdruck seiner Überzeugung auf, dass Gott auf seiner Seite stehe. Dadurch in protestantischen Kreisen polulär geworden, wurde der Spruch bald auch in politischen und militärischen Zusammenhängen verwendet und für sich beansprucht. Der schwedische König Gustav II. Adolf erhob die Worte (in seiner deutschen Muttersprache) zu einem seiner drei Wahlsprüche und ließ sie auch auf seine Münzen prägen. Im Dreißigjährigen Krieg fand der Satz dann, ausgehend vom schwedischen Heer, auf der protestantischen Seite als Schlachtruf breite Verwendung. Aber auch der katholische General Pappenheim gebrauchte diese Worte – ausgerechnet im Zusammenhang mit der grauenvollen Zerstörung Magdeburgs 1631.
Gustav II. Adolfs Neffe, der Große Kurfürst Friedrich Wilhelm, berief sich ebenfalls auf das „Gott mit uns“ und soll sein öffentliches Gebet vor der (für ihn siegreichen) Schlacht von Fehrbellin mit diesen Worten beendet haben. Sein Sohn Friedrich I. erhob sie 1701 zum Wahlspruch des von ihm begründeten preußischen Königshauses, welches später auch die Deutschen Kaiser stellte. Auf diesem Wege setzten sich die Worte immer mehr auch als Motto im militärischen  Bereich durch, nicht zuletzt als Aufschrift von Truppenfahnen. Insbesondere in den Befreiungskriegen wurde der Satz durch die Preußen weithin bekannt.
Seit 1847 die Uniformierung der preußischen Mannschaften einschließlich der Anordnung des Marschgepäcks durch C. v. Virchow zugunsten des Tragekomforts optimiert wurde, war der Spruch standardmäßig auf den Koppelschlössern eingeprägt. Als Wilhelm I. von Preußen im Jahr 1861 den Thron bestieg, stiftete er den preußischen Kronenorden mit demselben Wahlspruch. Nach der Reichsgründung 1871, mit Wilhelm I. als erstem Deutschen Kaiser, erschien der Spruch auch auf den Koppelschlössern der Kaiserlichen Marine und den späteren Schutztruppen in den deutschen Kolonien. 
Sämtliche 3- und 5-Mark-Stücke des Deutschen Kaiserreichs tragen die Randschrift GOTT MIT UNS (siehe auch die Gedenkmünze zum 400-jährigen Reformationsjubiläum 1917). Das Völkerschlachtdenkmal in Leipzig trägt den Spruch als Inschrift über der Statue des Erzengels Michael, des Schutzpatrons Deutschlands.
Das Motto befand sich nach dem Ende der Monarchie weiterhin auf den Koppelschlössern der Mannschaften der Reichswehr, dann der Reichsmarine sowie der Wehrmacht und der Kriegsmarine, nicht aber bei der 1935 gegründeten Luftwaffe. Bis 1962 wurde „Gott mit uns“ in der Bundesrepublik Deutschland von der Bundeswehr verwendet. Die Polizei und der Bundesgrenzschutz benutzten den Spruch bis in die 1970er Jahre. Die Bundeswehr führt seit 1962 die Schlüsselbegriffe der dritten Strophe des Deutschlandliedes: „Einigkeit · Recht · Freiheit“ auf ihren Koppelschlössern.
Seit 1882 führte auch das russische Kaiserreich den Wahlspruch, leicht modifiziert und in russischer Sprache, in seinem Wappen: Съ Нами Богъ („Gott ist mit uns“).

## Rezeption
Der bayerische Lehrer Michael Öchsner (1816–1893) verfasste 1860 sein Gedicht „Für Bayern“, welches schließlich – variiert und gekürzt – mit einer Melodie von Max Kunz (1812–1875) zur offiziellen Bayernhymne wurde. In den Anfangszeilen der drei Strophen greift Öchsner den – damals eher in protestantischen Kreisen populären – Leitspruch auf und variierte ihn („Gott mit dir, du Land der Bayern“; „Gott mit uns, dem Bayernvolke“; „Gott mit ihm, dem Bayernkönig“). Allerdings ist im offiziellen heutigen Hymnentext die dritte Strophe entfallen, und die zweite beginnt – ebenso wie die erste – mit „Gott mit dir“. Gleichwohl genießt bis heute auch eine variierte Fassung von Joseph Maria Lutz aus dem Jahr 1948 weithin Popularität; sie enthält drei Strophen, von denen die letzten beiden mit „Gott mit uns“ beginnen.
Der deutsche Dichter und Übersetzer christlicher Lieder Ernst Gebhardt (1832–1899) übertrug im Jahr 1890 das Lied des Amerikaners Philip P. Bliss „Hold the Fort“ ins Deutsche. Dieses Lied wartet mit zahlreichen militärischen Metaphern auf, welche sich indes ausschließlich auf das geistliche Leben beziehen. Der Kehrreim beginnt jeweils mit „Gott mit uns, sei unsre Losung“. Im Jahr 2004 veröffentlichte der deutsche Theologe Eckart zur Nieden (* 1939) ein weihnachtliches Lied unter dem Titel „Gott mit uns“, das von Jochen Rieger (* 1956) vertont wurde.
Im Jahr 1920 gab der Zeichner Georg Groß (später: George Grosz) eine satirisch gehaltene, auf die deutsche Gesellschaft und die Reichswehr gemünzte Lithographiemappe unter dem Titel „Gott mit uns“ heraus, die allerdings durch die Behörden wegen Verunglimpfung der Reichswehr umgehend aus dem Verkehr gezogen wurde und wofür er ein Bußgeld entrichten musste.
„Gott mit uns (Dio è con noi)“ ist der Originaltitel eines italienisch-jugoslawischen Kriegsfilms aus dem Jahr 1969. Die deutsche Fassung trug ursprünglich den Titel: „Die im Dreck krepieren“, wird jedoch inzwischen ebenfalls unter dem Titel „Gott mit uns“ vertrieben. Ein Buch des amerikanischen Pastors John F. McArthur (* 19. Juni 1939) trägt den Titel „Gott mit uns“.